# Герб Чехії
Герб Чехії — офіційний символ Чеської Республіки. Розтятий і перетятий щит, у першій і четвертій чвертях якого срібний богемський лев із золотою короною на червоному тлі; у другому лазуровому полі — червоно-біла клітчаста моравська орлиця із золотим озброєнням і короною, а в третьому золотому — чорна сілезька орлиця із червоним озброєнням і золотою короною. Лев символізує Богемське королівство, а орлиці —  Моравію і Силезію. Затверджений 17 грудня 1992 року. Малий герб Чехії — богемський лев, історичний чеський символ з XIII ст.

## Історія герба

### Чеське королівство

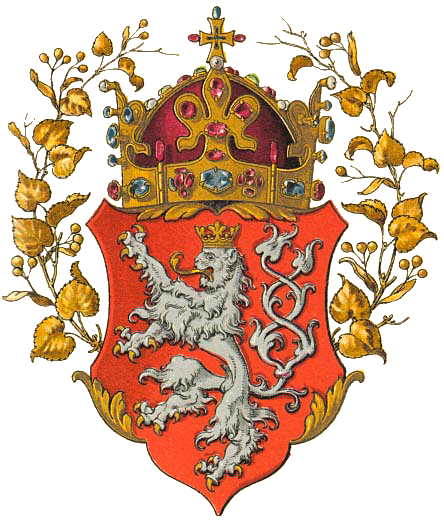
Герб Королівства Чехія у складі Австро-Угорщини

Найпершим чеським гербом був зовсім не лев, як думає багато хто. На гербі Чеського королівства в XI—XII століттях красувалася чорна орлиця на білому щиті серед язиків полум'я. Це був родовий герб першої династії чеських королів Пржемисловичів, що правили з 874 по 1306 рік.
Згідно з записами хроністів, срібний двохвостий лев став гербом Чехії незабаром після 1158 року. Імператор Фрідріх I Барбаросса нагородив таким гербом чеського князя Владислава II за допомогу в поході проти північноіталійських міст і за взяття Мілана. Після цієї події Владислав став королем. Реально перший раз зображення лева було відмічене на печатці короля Пшемисла, сина Вацлава I, в 1247 році. Наприкінці 12 століття лев став зображатися в короні. За короля Пшемисла I Отакара лев став двохвостим. Другий хвіст лева був доданий в чеський герб німецьким імператором Оттоном IV (1198—1214) в нагороду за допомогу чеських військ при придушенні повсталих в Саксонії. У остаточному вигляді герб затвердився до 1250 року і зберігався протягом багатьох століть. Іноді коронованого лева оточували герби земель, залежних від чеських королів: Моравії, Сілезії, Верхніх і Нижніх Лужиць, деяких австрійських, угорських і німецьких володінь.
У 1526 році Чехія опинилася під владою Габсбургів. Чеський лев став одним з елементів австрійського герба, але в той самий час майже чотири століття залишався символом національної самобутності чеського народу і говорив про його прагнення до свободи.

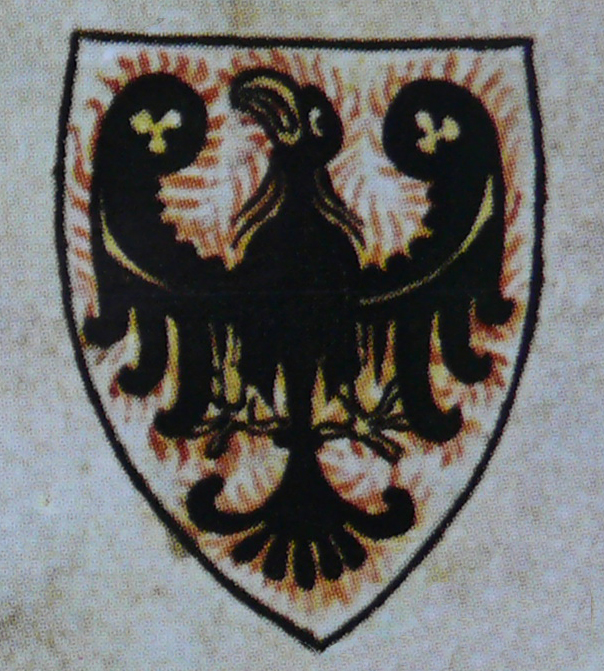
Герб Чеського королівства часів Пржемисловичів
Герб Чеського королівства часів Пржемисловичів
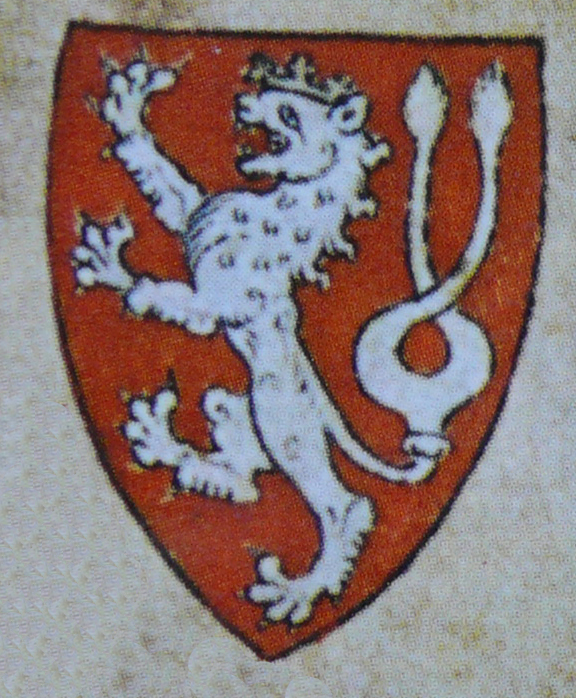
Герб Чеського королівства (1313-1321)
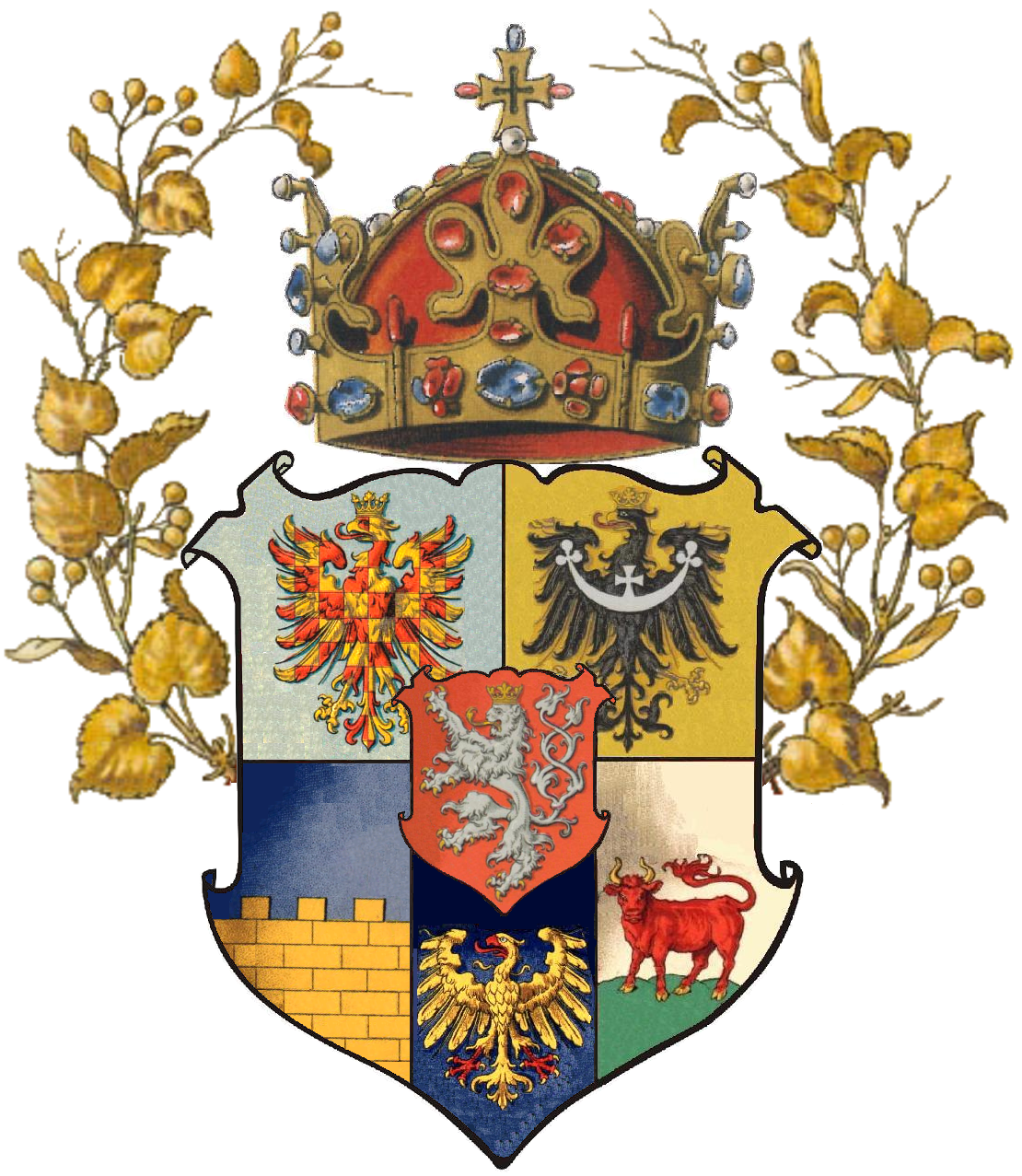
Великий герб Чеського королівства (1526-1635)

### Протекторат Богемії та Моравії
" § 5 Великий герб протекторату Чехія і Моравія має четверо-частинний щит. У його верхньому правому і нижньому лівому полі зображений герб Чехії: на червленому щиті срібний двохвостий лев у стрибку, спрямований вправо, з роззявленою пащею, висунутим язиком, з золотою короною й озброєнням. У лівому верхньому і нижньому правому полі — герб Моравії: на блакитному щиті орел, спрямований вправо, шаховим сріблом і червені, із золотою короною й озброєнням. "
" § 4 Малий герб протекторату Чехія і Моравія являє собою: на червленому щиті срібний двохвостий лев у стрибку, спрямований вправо, з роззявленою пащею, висунутим язиком, з золотою короною та озброєнням. "

Великий герб Протекторату Богемії і Моравії
Малий герб Протекторату Богемії і Моравії

### РайхсгауСудетська область
Герб райхсгау Судетенланд (райхсгау Судетська область; 1938—1945) з 1940—1945. На лівій стороні герб Богемії — святовацлавський орел, на правій стороні герб Судетської Сілезії і Моравії — моравсько-сілезький орел, вниз герб Егерланда (Хебська).

Герб рейхсгау Судетенланд

### Чеська республіка
Як відомо, сучасна Чехія утворилася як незалежна держава зовсім недавно — офіційно Чеська Республіка з'явилася на політичній карті 1 січня 1993 року.
На початку 1990-х років, коли майбутній розпад Чехословаччини став очевидним, Геральдичний Комітет чеських Національних Зборів почав підготовку нових державних символів. З гербом проблем не було. Всі погодилися, що традиційний герб Богемії буде і далі представляти Чехію.

### Герби земель Чехії
|         |         |         |             |
| Богемія | Моравія | Сілезія | Судетенланд |